# Kvarnmott
Kvarnmott (Ephestia kuehniella) är en insektsart i familjen Pyralidae. 

## Miljö
Den är ett ganska vanligt skadedjur runt om i världen och lever på frön. Man finner den ofta i mjöl (därav namnet), müsli och andra torra spannmålsprodukter, särskilt i lokaler där dessa lagras länge och i stora mängder. Till hemmet kommer de med matvaror och man upptäcker vanligen fjärilarna i skafferiet eller på köksväggarna.

Kvarnmott upptäcktes i Sverige första gången på 1890-talet.

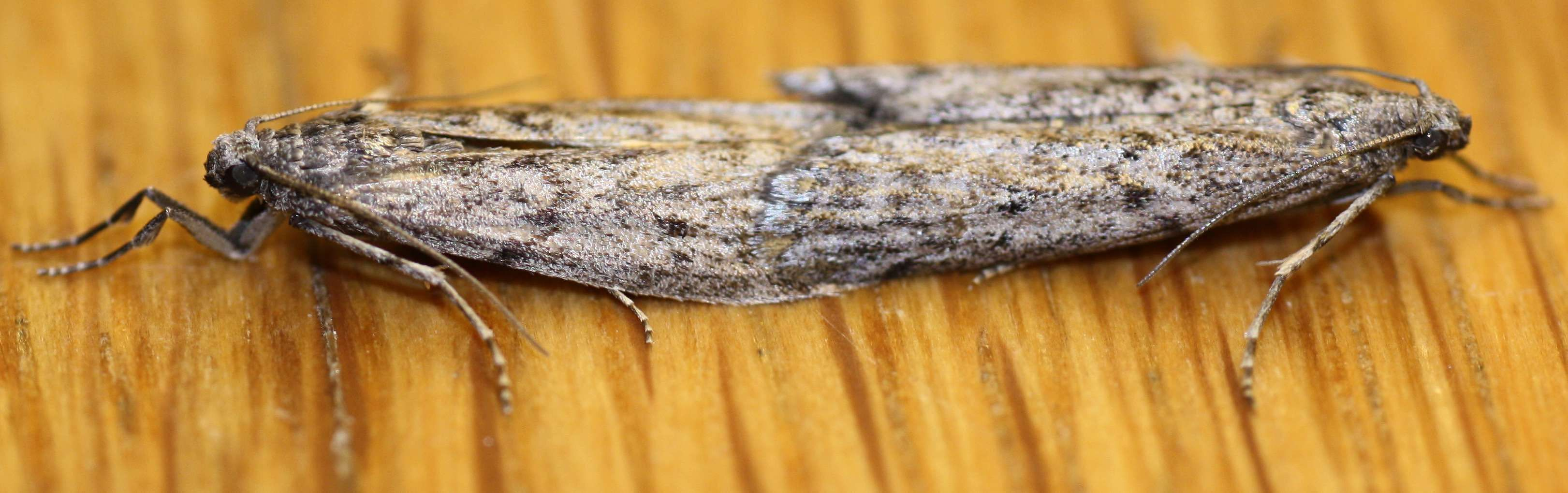
Kvarnmott i parning

## Utseende och storlek
Den fullmogna kvarnmotten är blekt grå med mörka band och upp till 10-14 mm lång. Vingspannet är 20-28 mm. Larven är 12-19 mm lång och ofta nästan vit, med lite mörkare huvud. 

## Bekämpning
Viktigaste metoden att förhindra deras förökning är att noggrant hålla rent där spannmål förvaras, särskilt att inte lämna några som helst rester någonstans.